# Kappa Mikey
Kappa Mikey est une série télévisée d'animation américano-japonaise en 52 épisodes de 22 minutes, créée par Larry Schwarz et diffusée entre le 6 janvier 2006 et le 20 septembre 2008 sur Nicktoons.
En France et en Belgique, la série a été diffusée sur Nickelodeon. Au Québec, elle était visionnable sur Télétoon.

## Synopsis
Un jeune garçon chômeur nommé Mikey qui vivait chez ses parents aux États-Unis trouve un ticket gagnant d'un voyage au Japon. Une fois arrivé au Japon, Mikey se fait embaucher comme acteur par la société Lilymu,
une production de série télévisée. Il arrive plein de mésaventures à l'équipe LilyMu, dont Mikey, Guano, Mitsuki, Lily, Grognard et leur patron Ozu.

## Voix françaises
- Pascale Chemin : Lily
- Taric Mehani : Mikey
- Bruno Magne : Grognard, Guano
- Philippe Roullier : Monsieur Ozu
- Bérangère Jean : Mitsuki

## Épisodes

### Première saison (2006-2007)
1. L’épisode pilote aux oubliettes (The Lost Pilot)
2. L’Appartement (The Switch)
3. Les Vacances de Monsieur Ozu (Mikey Impossible)
4. Piratage (Ship of Fools)
5. Le Dicton de la honte (Saving Face)
6. Le manteau qui valait trois milliards (The Fugi-Kid)
7. Photo, duel et recyclages (Mikey Likes It)
8. Le Salaire de la peur (Easy Come Easy Gonard)
9. LilyMiaou (LilyMeow)
10. Le Poisson tigre (Splashomon)
11. Le Bon, la brute et leMikey (The Good the Bad And the Mikey)
12. Combats de titan (Sumo Of All Fears)
13. Macadam (Lost in Transportation)
14. Méga-souci à Tokyo (Big Trouble in Little Tokyo)
15. Le Fantôme du studio (The Phantom of the Soundstage)
16. Rock N’ Roll (Battle of the Band)
17. La Cage aux Mikey 	(La Cage Aux Mikey)
18. Fiction ou télé-réalité (Reality Bites)
19. Le Club des fans (With Fans Like These)
20. Big Brozu (Big Brozu)
21. L’épine du dragon (The Man Who Would Be Mikey)
22. Guano Super Star (Uh Oh Guano)
23. Tel père tel fils (Like Ozu Like Son)
24. Mission Impossible pour Mikey (La Femme Mitsuki)
25. Heureux celui qui a de la chance (The Oni Express)
26. Joyeux Noël LilyMu (A Christmas Mikey)

### Deuxième saison (2007-2008)
1. Le camp ! (Camp!)
2. Sauver Calmy (Free Squiddy)
3. Le maître l'appareil (The Bracemaster)
4. Mikey rider (Hog Day Afternoon)
5. Mikey en première base (Mikey at the Bat)
6. Gonard et la Shandwibilogie (Go Nard Hunting)
7. Attention, kappa ! (Mikey, Kappa)
8. Le scénariste assassin (Script Assassin)
9. Mitsuki disparait (Mitsuki Vanishes)
10. Le raton laveur maské (The Masked Tanuki)
11. Titre français inconnu (Back to School)
12. Maudit lundi (Manic Monday)
13. Chez Mikey (Mikey's Place)
14. Lilybouh ! (LilyBoo)
15. Titre français inconnu (Night of the Werepuff)
16. Karaoke [1/2] (The Karaoke Episode [1/2])
17. Karaoke [2/2] (The Karaoke Episode [2/2])
18. Les mémoires de mikey (Mikey's Memoirs)
19. Sept lilymu (Seven LilyMu)
20. Mikey et les sans-abri(Mikey and the Pauper)
21. Flashbacks (The Clip Show)
22. Les apprentis golfeurs (Tin Putt)
23. Super lilymu (Live Lilymu)
24. Mitsuki impératrice (Mitsuki Butterfly)
25. Les fans de la mode (Fashion Frenzy )
26. Le sortilège d'Ozu (The Wizard of Ozu)